# 不動院 (足立区堀之内)
不動院（ふどういん）は、東京都足立区にある真言宗系の単立寺院。

## 歴史
創建年代は不明である。寺伝では行基が付近の民家で1泊したとき、氷川神と山王神が夢の中に現れ、「自分たちを祀ればに招福除災のご利益が得られる」と告げたため、村人とともに神社（堀之内氷川神社）を創建して、当院も設けたという。
その後の歴史は不明であるが、江戸時代には恵明寺の末寺となっていた。
大正期の荒川放水路の開削により、予定地にあった弁天堂や地蔵堂を当院に移している。
元々は真言宗豊山派の寺院であったが、1953年（昭和28年）に離脱し単立寺院となっている。

## 交通アクセス
東京都交通局日暮里・舎人ライナー江北駅より徒歩19分。